# Nossa Senhora da Arábia
Nossa Senhora da Arábia também conhecida como Rainha da Arábia é um dos nomes atribuídos a Maria, Mãe de Jesus, este título é oriundo do endossamento do título pelo Administrador Apostólico da Arábia Saudita, Giovanni Tirinnanzi, aspirando pela intercessão da Mãe de Deus pedindo graças e bênçãos a serem despejadas em uma pequena igreja.
A imagem da Virgem da Arábia foi encomendada pelo Pe. Ubaldo Teofano Stella, em 1949, a imagem foi abençoada pelo Papa Pio XII no Palácio do Vaticano. Em seguida a imagem foi enviada a Arábia Saudita, sendo colocada no altar principal da Igreja em Al Ahmadi.
O Papa Pio XII autorizou sua devoção, enquanto o Papa João XXIII concedeu uma Coroação Canônica à imagem venerada em 25 de março de 1960 por meio do Cardeal Valerian Gracias. Em 5 de janeiro de 2011, a Congregação para o Culto Divino e a Disciplina dos Sacramentos a  proclamou Padroeira do Vicariato Apostólico da Arábia do Norte e designou a festa da imagem no sábado anterior ao Segundo Domingo do Tempo Comum, com a permissão para celebrá-la também na sexta ou no domingo.

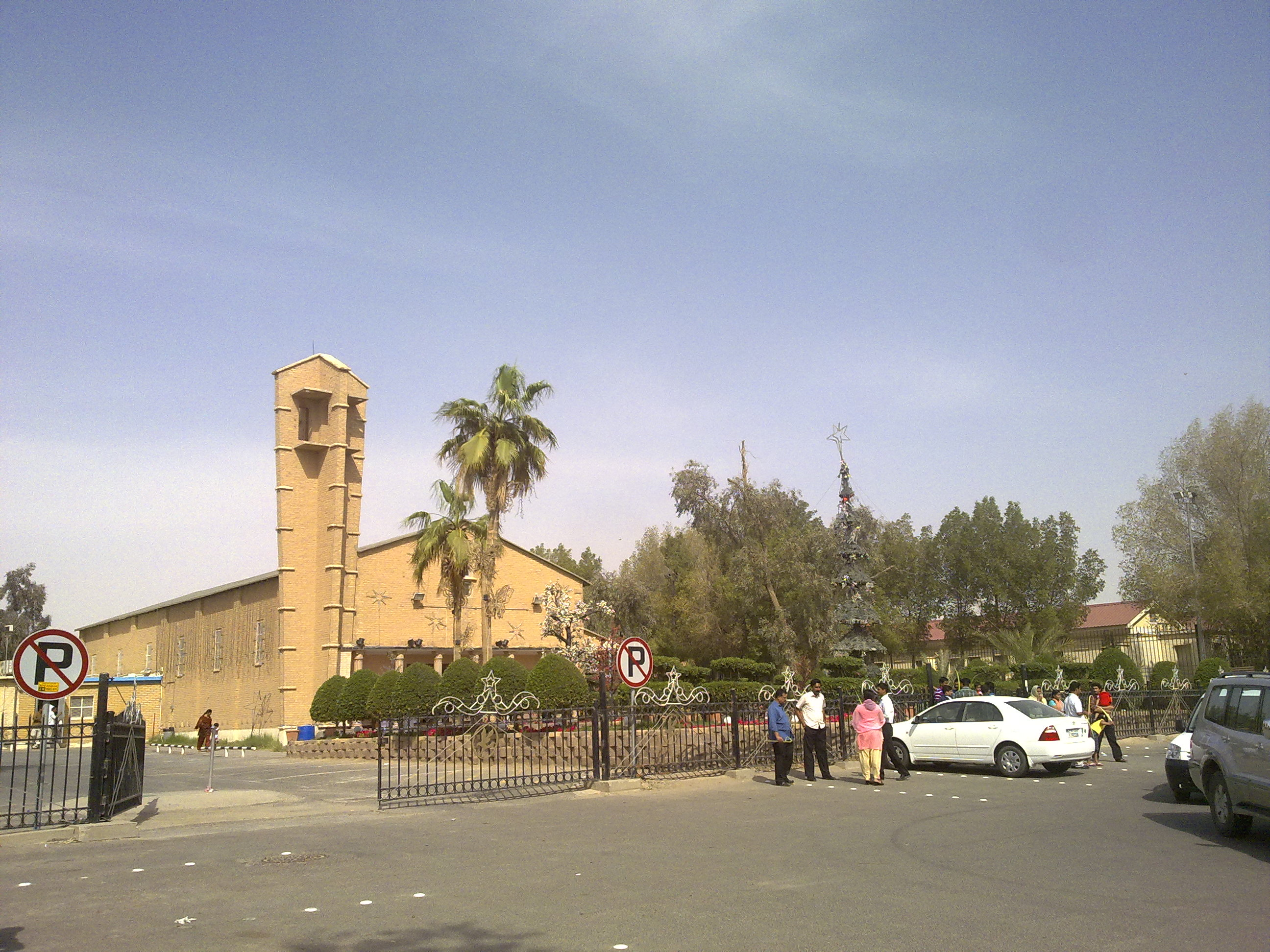
Igreja onde a imagem é consagrada e venerada

## História
A imagem original é derivada de uma imagem de Nossa Senhora do Monte Carmelo trazida para Al Ahmadi, Kuwait, em 1º de maio de 1948. Na Festa da Imaculada Conceição de 1948, o sacerdote Padre Teofano Ubaldo Stella, da Ordem dos Carmelitas, mandou emoldurá-lo e trazê-la para veneração. Em 1949, a Legião de Maria usou sua própria imagem da Medalha Milagrosa, o que encorajou o Padre Stella a encomendar uma imagem na Itália pela empresa de escultura Rosa e Zanzio Ditta para esculpir uma estátua da Madonna e do Menino usando um cedro do Líbano. A imagem foi levada aos altares pelo Papa Pio XII, que também a venerou e autorizou seu título mariano.
No Natal ortodoxo, 6 de janeiro de 1950, a estátua foi devolvida ao Kuwait para veneração pública pelos fiéis.
Em 1954, soldados kuwaitianos viajaram a Roma para o centenário do Dogma da Imaculada Conceição e apresentaram outra réplica da imagem na Paróquia de Santa Teresa em Roma. Em 16 de setembro de 1954, a mesma imagem foi levada ao Papa Pio XII, que abençoou a estátua de Castel Gandolfo. Em maio de 1956, Pio XII enviou uma vela especial à nova paróquia construída em Ahmadi, escolhida especialmente por ele nas cerimônias da Candelária daquele ano em Roma.
Em 1956, o Bispo Stella fez uma petição à Santa Sé para proclamar a Bem-Aventurada Virgem Maria sob o título de Nossa Senhora da Arábia como Padroeira do Kuwait. O Papa Pio XII concedeu seu consentimento por meio da Bula Papal Regnum Mariae em 25 de janeiro de 1957. Uma coroa de ouro maciço cravejada de rubis e diamantes preciosos foi trabalhada e levada a Roma, onde o Papa João XXIII a abençoou pessoalmente em 17 de março de 1960. O bispo Stella doou uma pérola específica para a coroa também.
A coroação canônica foi posteriormente autorizada pelo Papa João XXIII, que ocorreu em 25 de março de 1960 por meio do Cardeal Valerian Gracias de Bombaim, legado papal. em 5 de janeiro de 2011, o Papa Bento XVI aprovou o mecenato atribuindo o título mariano como principal padroeira do Vicariato Apostólico do Norte da Arábia.

## Aprovação pontifícia
- O Papa Pio XII autorizou a devoção à estátua em 17 de dezembro de 1949 no Palácio Apostólico, ao qual também consentiu em ser fotografado venerando a imagem. O mesmo pontífice fez o título mariano de Padroeira da Península Arábica em 1957.[7]
- O Papa João XXIII emitiu uma bula papal concedendo sua coroação canônica em 25 de março de 1960 por meio do Arcebispo de Bombaim, Cardeal Valerian Gracias. O documento pontifício foi assinado e atestado pelo cardeal Domenico Tardini em 9 de janeiro de 1960.[4]

## Padroeira
Em 25 de janeiro de 1957, o decreto Regnum Mariae, do Papa Pio XII, declarou Nossa Senhora da Arábia a principal padroeira do território e o vicariato apostólico do Kuwait.
O Papa Bento XVI aprovou seu título de Padroeira do Vicariato Apostólico da Arábia do Norte em 5 de janeiro de 2011.

## Catedral
Em um gesto de boa vontade, o rei do Bahrein, Sua Majestade o Rei Hamad bin Isa al-Khalifa, cedeu à comunidade católica do Bahrein cerca de 9.000 metros quadrados de terreno em Awali para construir uma nova igreja.  A notícia foi transmitida a Sua Senhoria Camillo Ballin, Vigário Apostólico do Vicariato do Norte da Arábia, a 11 de fevereiro de 2013. Dom Camillo expressou pessoalmente sua gratidão ao rei do Bahrein, Sua Majestade o Rei Hamad Bin Isa Al Khalifa, por este gentil gesto e ao Governo do Bahrein por seu apoio.
Neste terreno foi construída a catedral que servirá de sede episcopal do Vicariato Apostólico do Norte da Arábia . Segundo Dom Camillo, a catedral é dedicada a Nossa Senhora da Arábia. A construção da catedral terminou no final de 2020.
Sua Majestade o Rei Hamad bin Isa al-Khalifa vem mantendo e defende um debate inter-religioso, acredita na coexistência das religiões e acredita numa separação razoável entre política e religião. A catedral deve atender principalmente a comunidade católica do Bahrein, Índia, Filipinas e dos demais países do mundo.

## Oração de Nossa Senhora da Arábia
"Mãe de todos os povos, Senhora da Arábia, olhai pelos povos no Oriente Médio. Olhai pelas vítimas dos constantes embates entre judeus e muçulmanos. Fazei com que os povos de diferentes doutrinas religiosas, promovam a paz e a concórdia entre si. Que judeus e árabes percebam que o caminho do entendimento e da convivência harmônica é a única possibilidade para ambos. Nossa Senhora da Arábia, velai por nós!."